# Legge di Stark-Einstein
La legge di Stark-Einstein, formulata indipendentemente dai due fisici tedeschi Johannes Stark e Albert Einstein tra il 1908 e il 1913, descrive la relazione tra energia assorbita e quantità di materia che reagisce in una reazione fotochimica.
La legge, nota anche come legge dell'equivalenza fotochimica o legge della fotoequivalenza, afferma che per ogni quanto hν di energia assorbita reagirà una molecola di sostanza: per ogni mole di sostanza reagita sarà assorbito un numero di Avogadro NA di quanti di luce. L'equazione matematica è
{\displaystyle \;\Delta E_{mol}=N_{A}h\nu }.
La legge dell'equivalenza fotochimica si applica alla parte di reazione luce-indotta che produce un cosiddetto processo primario (es. assorbimento o fluorescenza).
In molte reazioni fotochimiche il processo primario è solitamente seguito da un processo secondario che implica tutte le normali interazioni chimiche tra i reagenti che non richiedono assorbimento di luce. Come risultato di ciò molte reazioni, nella loro globalità, sembrano non obbedire alla legge di Stark-Einstein.
La validità della legge è ulteriormente ristretta ai processi fotochimici convenzionali che utilizzano una fonte di luce a intensità moderata; fonti di luce ad alta intensità, come il laser, utilizzate in esperimenti di femtochimica o nella fotolisi flash, causano processi bifotonici con assorbimento di due fotoni di luce per molecola.